# 桑迪胡克 (馬里蘭州)
桑迪胡克（英語：Sandy Hook）是位於美國馬里蘭州華盛頓縣的一個普查規定居民點。

## 人口
根據2020年美國人口普查的數據，桑迪胡克的面積為0.56平方千米，當中陸地面積為0.56平方千米，而水域面積為0.00平方千米。當地共有人口168人，而人口密度為每平方千米300人。